# بمبری
بمبری، روستایی در دهستان مهرگان بخش مرکزی شهرستان پارسیان در استان هرمزگان ایران است.

## جمعیت
بر پایه سرشماری عمومی نفوس و مسکن در سال ۱۳۹۵، جمعیت این روستا برابر با ۳۹۱ نفر (۱۰۵ خانوار) بوده‌است.